# 長谷川光一
長谷川 光一（はせがわ こういち）は、日本の知的財産学者・経営学者。経営学修士（横浜国立大学）・博士（知識科学）（北陸先端科学技術大学院大学・2004年）。大阪工業大学知的財産専門職大学院准教授。元文部科学省科学技術政策研究所研究員。大阪産業技術研究所・大阪商工会議所との共同推進機関OIT-P（Osaka Industrial Technology Platform; 地域産業技術プラットフォーム）のメンバー。
主な専門は、経営学（MBA論・ビジネスマネジメント含む）・経済学、知的財産経営戦略、技術経営(MOT)/技術マネジメント、デザインマネジメント・イノベーション論、経営システム・社会システム科学 。

## 来歴
1996年横浜国立大学経営学部経営システム科学科卒業。同大学大学院経営学研究科経営学修士課程修了、経営学修士（横浜国立大学）。未来工学研究所研究員を経て、2004年北陸先端科学技術大学院大学(JAIST)大学院知識科学研究科知識社会システム学専攻博士課程修了、博士（知識科学）。2007年文部科学省科学技術政策研究所研究員、2012年九州大学科学技術イノベーション政策教育研究センター助教を経て、2018年大阪工業大学知的財産学部准教授。現在は、同大学知的財産専門職大学院准教授。
主な所属学会は、日本知財学会、組織学会 、研究・イノベーション学会 。主な受賞は、日本知財学会学生優秀発表賞。主な著書は、知的財産マネジメント―戦略と組織構造（共著、中央経済社2004、学術書）。
知的財産経営戦略の対外啓蒙活動として、他大学生向けに、東京大学学部後期課程特殊講義「地域振興とデザイン」（2020）、九州大学アクティブラーニング教室講師（2019）などを担当している。また、企業向けには、大阪府・大阪産業局が運営するものづくりビジネスセンター大阪（MOBIO）の中小企業の知財戦略セミナー「モノづくり企業を活性化する経営・知財戦略」（2019）、JA熊本県幹部候補生研修セミナー「未来塾」（2014）などの講師も担当している。